# Oberonomyia palpalis
Oberonomyia palpalis là một loài ruồi trong họ Tachinidae.